# Baryancistrus demantoides
Baryancistrus demantoides (лат.) — вид лучепёрых рыб из семейства кольчужных сомов, обитающий в Южной Америке. Научное название происходит от слов нем. diemant — «бриллиант», и греч. oides — «быть похожим».

## Описание
Максимальная стандартная длина тела 15,1 см. Голова умеренно большая, рыло уплощено. Глаза небольшие, выпуклые, расположены в верхней части головы. Рот представляет собой своеобразную присоску. По бокам рта имеются 2 пары усов. На челюстях имеется 30 зубов. Туловище умеренно удлиненное. Спинной плавник большой (состоит из 2 жестких и 7 мягких лучей), широкий, парусообразный, соединён с небольшим жировым плавником. Грудные плавники большие, немного серповидные, закругленные на концах. Брюшные плавники широкие, с ветвистыми краями, расположены довольно близко к грудным плавникам. Анальный плавник крохотный. Хвостовой плавник выемчатый, нижняя доля длиннее верхней.
Окраской похожи на Hemiancistrus subviridis. Голова, туловище и плавники желтовато-оливкового (или желтовато-зелёного) цвета с белыми или кремовыми пятнами на голове и передней части туловища.

## Образ жизни
Это донная рыба. Предпочитает пресную и чистую воду. Встречается в умеренных течениях рек со скалисто-гранитным грунтом. Ведёт скрытый образ жизни. Днём прячется среди зарослей растений или среди камней. Питается водорослями.

## Распространение
Обитает в бассейне реки Ориноко (Венесуэла).